# Мишлаєвський Владислав Олександрович
Владисла́в Олекса́ндрович Мишлає́вський (нар.? — пом.15 жовтня 1951) — полковник лейб-гвардії 3-го стрілецького полку. У ЗСПР і Російській Армії до евакуації Криму. Служив у Російському Корпусі. Син відомого генерала від інфантерії Олександра Захаровича Мишлаєвського.

## Життєпис

### Родина
Батько Олександр Захарович Мишлаєвський (нар.13 березня 1856, Златопіль — пом.1920) — відомий генерал від інфантерії, професор, історик.

### Навчання
Закінчив Перший кадетський корпус (1907), Павловське військове училище (1909), випущений в лейб-гвардії 3-й стрілецький полк.

### Військова діяльність
6 грудня 1913 року отримує підвищення з підпоручика в поручики з вислугою з 6 серпня 1913 року.
1915 року учасник Першої світової війни у чині поручик, контужений, але залишився в строю, був поранений і відправлений до петроградського шпиталю.
Полковник лейб-гвардії 3-го стрілецького полку.
В січні 1920 року командир одного із загонів Білої армії у районі Сочі, де на той час працював у шпиталі Михайло Булгаков і чи то чув про нього, чи й, навіть, познайомився. Ймовірно саме через це у романі Біла гвардія є персонаж з таким же прізвищем. Існує тогочасна поштотелеграма за його підписом.
У ЗСПР і Російській Армії до евакуації Криму. Евакуйовано на кораблі «Модіг».

### В еміграції
В еміграції в Югославії, голова Союзу Інвалідів у Белграді. Працював в Управлінні залізниці.
Служив у Російському Корпусі з 31 жовтня 1941 року - молодший офіцер 4-ї сотні 2-го батальйону 1-го полку (обер-лейтенант), з січня 1942 року - командир 4-ї сотні того ж полку (гауптман), з грудня 1942 року командир 1-ї роти 3-го полку, з 22 грудня 1944 року - командир охоронної роти при штабі 4-го полку.
Після 1945 року — в Німеччині в таборі DP, з 1947 року голова ряду відділів Союзу Інвалідів. Очолював Мамингенський, Анберський та Дармштадтський підрозділи.

### Останні роки життя
Помер після складної операції 15 жовтня 1951 року в Ульмі, Німеччина.

### Нагороди
- Орден Святої Анни 4 ступеня з написом "За хоробрість" ( 1914)[7].
- Орден Святого Володимира 4 ступеня ( 1915)[7].

## Сім'я
Дружина Любов.
Донька Людмила.

## Зазначення
1. ↑  О производстве за выслугу лет офицеров гвардии на 6 декабря 1913 года. Фонд 400 оп. 9 дело 34404//Форум ВГД(рос.)
2. ↑  Газета «Русское слово» Воскресенье, 12-го июля 1915г. N 160//Форум ВГД(рос.)
3. ↑  Газета «Русское слово» Среда, 15-го июля 1915г. N 162.//Форум ВГД(рос.)
4. ↑  Соколов Борис Расшифрованная «Белая Гвардия». Тайны Булгакова.(рос.)
5. ↑  Знакомьтесь, Мышлаевский//LiveJournal(рос.)
6. ↑  ЧИНЫ РУССКОГО КОРПУСА. БИОГРАФИЧЕСКИЙ СПРАВОЧНИК В ФОТОГРАФИЯХ. МОСКВА 2009//Форум ВГД(рос.)
7. 1 2  Высочайшие приказы о чинах военных//Форум ВГД(рос.)